# Cam Ninh
Cam Ninh (chữ Hán: 甘寧) là tướng nhà Đông Ngô thời Tam Quốc trong lịch sử Trung Quốc.

## Thời trẻ
Cam Ninh có tên tự là Hưng Bá (興霸), người Ba quận, Lâm Giang.
Từ trẻ, Cam Ninh là người có sức vóc, thích giao du làm điều nghĩa hiệp. Ông tụ tập một toán thanh niên, tự mình làm thủ lĩnh, hoạt động ngoài vòng pháp luật. Toán quân của ông đeo cung tên, đầu cài lông chim, đeo chuông trên người. Vì vậy khi toán quân đi đến đâu, mọi người nghe tiếng chuông là biết.
Cam Ninh rất nổi tiếng trong quận vì lòng nghĩa hiệp cứu người nghèo. Không chỉ hoạt động trên bộ, Cam Ninh còn có được một đội quân có cả thuyền bè, khi đi thuyền thường mặc áo bông đỏ. Khi dừng lại ở đâu, quân Cam Ninh thường dùng áo bông buộc thuyền vào nhau, khi nhổ thuyền đi nơi khác lại cắt bỏ áo bông vứt đi để tỏ sự giàu sang.
Các quan sở tại nếu đón tiếp tử tế thì Cam Ninh kết giao với họ, sẵn sàng vì họ xả thân cứu giúp; nếu đón tiếp không chu đáo, ông sẽ cho thủ hạ cướp tài sản, thậm chí giết cả quan lại.

## Theo Lưu Biểu
Cam Ninh làm cướp suốt hơn 20 năm. Đầu thế kỷ 3, ông đổi chí muốn tìm chỗ lập nghiệp. Ông đọc sách và biết đạo lý, dẫn 800 quân tới Kinh châu theo Châu mục Lưu Biểu, đóng quân ở quận Nam Dương.
Lưu Biểu là nhà nho, không hứng thú việc quân sự. Lúc đó thiên hạ loạn lạc, các chư hầu nổi dậy tranh giành đất đai. Cam Ninh đoán Lưu Biểu không thể tranh hùng thiên hạ, bèn chạy sang phía đông định theo họ Tôn, nhưng vướng thái thú Giang Hạ của Lưu Biểu là Hoàng Tổ đang đóng quân ở Hạ Khẩu. Cam Ninh không thể vượt qua, đành tạm theo Hoàng Tổ.
Qua 3 năm, Hoàng Tổ vẫn không trọng dụng Cam Ninh. Tôn Quyền mang quân đánh Giang Hạ. Hoàng Tổ thua chạy, Cam Ninh đi đoạn hậu đã bắn chết Hiệu úy Lăng Tháo của Tôn Quyền đang đuổi gấp Hoàng Tổ khiến Hoàng Tổ thoát nạn. Nhưng khi về trại, Hoàng Tổ vẫn không trọng dụng ông.
Một thủ hạ của Hoàng Tổ là Tô Phi nhiều lần tiến cử Cam Ninh, nhưng Hoàng Tổ vẫn không để mắt tới ông, thậm chí còn sai người đi mua chuộc các thủ hạ của ông để họ rời bỏ ông.
Cam Ninh rất bực. Tô Phi biết tâm sự của Cam Ninh, bèn khuyên ông đi nơi khác lập nghiệp và hứa giúp đỡ. Sau đó Tô Phi đề nghị Hoàng Tổ cử ông làm Chu trưởng (cầm đầu đội thuyền). Hoàng Tổ đồng ý. Cam Ninh ngầm sai người đi gọi các thuộc hạ cũ về rồi mang mấy chiếc thuyền lẻn trốn sang đầu hàng Tôn Quyền.

## Phục vụ Tôn Quyền
Chu Du và Lã Mông biết tài của Cam Ninh, bèn tiến cử ông với Tôn Quyền. Cam Ninh gặp Tôn Quyền bèn hiến kế:
Khí số nhà Hán đã hết. Tào Tháo sớm muộn cũng cướp ngôi. Kinh châu địa thế thuận lợi, sông ngòi thuận tiện, là vùng đất có thể xưng bá. Lưu Biểu không có mưu kế gì, con cái kém cỏi không làm nên việc. Ngài nên sớm lấy Kinh châu, không nên để Tào Tháo ra tay trước. Muốn lấy Kinh châu trước hết phải đánh Hoàng Tổ. Nay Hoàng Tổ đã già, thiếu lương thực, thuộc hạ tham lam, kỷ cương lỏng lẻo. Sau khi đánh bại Hoàng Tổ, hãy chiếm lấy đất Sở, rồi đánh thẳng xuống Ba quận, Thục quận
Kế sách này của Cam Ninh được xem là có những điểm tương đồng với kế sách phát triển cơ nghiệp cho Tôn Quyền của Lỗ Túc, nhưng cụ thể hơn và là phương án thi hành mưu kế của Lỗ Túc.
Tôn Quyền rất tán đồng ý kiến của Cam Ninh. Tuy nhiên người đứng đầu ban văn là Trương Chiêu lại phản đối kế hoạch này, dẫn tới việc tranh cãi gay gắt với Cam Ninh. Tôn Quyền phải đứng ra giảng hòa.
Năm 208, Tôn Quyền sai Cam Ninh mang quân đánh Giang Hạ, kết quả bắt giết được Hoàng Tổ. Cam Ninh nhớ ơn Tô Phi giúp mình, bèn khẩn khoản xin Tôn Quyền tha chết cho Tô Phi. Tôn Quyền đồng ý.
Cuối năm 208, Cam Ninh theo Chu Du đánh trận Xích Bích đại phá Tào Tháo. Nhân đà thắng lợi, quân Đông Ngô tiến lên vây hãm Giang Lăng (Nam quận) do Tào Nhân trấn thủ. Tào Nhân cố thủ khiến Chu Du không hạ được thành. Cam Ninh hiến kế đánh thành Di Lăng bên cạnh để cô lập Nam quận. Chu Du sai ông mang quân đi đánh, chiếm được thành Di Lăng.
Tào Nhân phái 5000 quân tới đánh chiếm lại Di Lăng. Cam Ninh chỉ có vài trăm quân và 1000 dân trong thành. Quân Tào dựng lên nhiều chòi cao bắn vào thành. Quân Ngô sợ hãi, chỉ có Cam Ninh vẫn bình tĩnh chống trả, và sai người đi cầu cứu Chu Du. Chu Du điều quân tới giải vây được thành Di Lăng.
Năm 214, Tôn Quyền tấn công Kinh châu trong tay Quan Vũ, sai Lỗ Túc ra đối trận với Quan Vũ. Cam Ninh được lệnh mang quân tiếp viện cho Lỗ Túc. Lúc đó Quan Vũ có 3 vạn quân, khí thế rất mạnh, dự định vượt sông sang giao chiến. Quân Ngô ít hơn, Lỗ Túc hội các tướng bàn bạc. Cam Ninh có trong tay 300 quân, ông xin thêm 500 quân và thề sẽ chặn được Quan Vũ nếu Quan Vũ qua sông.
Lỗ Túc cấp cho Cam Ninh thêm 1000 quân. Ông hành quân ngày đêm tới bờ sông, phát quân canh phòng. Vũ nghe tin, thôi không vượt sông nữa mà dựng trại gỗ đóng quân. Nhân đó ngày nay tên xứ ấy là khe Quan Vũ. Tôn Quyền khen ngợi Cam Ninh, phong ông làm Thái thú Tây Lăng, thống lĩnh 2 huyện Dương Tân và Hạ Trĩ. Sau đó nhờ lập công ở huyện Hoàn, ông được phong làm Thiết trung tướng quân.
Tào Tháo tiến đánh Nhu Tu, phao tin có 40 vạn quân bộ. Tôn Quyền mang 7 vạn quân ra địch, sai Cam Ninh mang 3000 quân làm tiên phong. Tôn Quyền lệnh cho Cam Ninh nhân lúc quân Tào mới đến hãy cướp trại để giảm nhuệ khí địch. Cam Ninh chọn ra 100 quân tinh nhuệ, đến canh hai lặng lẽ kéo đến trại Tào, nhổ hết cọc rào xông vào chém giết. Quân Tào hoảng loạn chạy xuôi ngược. Cam Ninh loạn đả một trận rồi lui về, 100 quân sĩ còn nguyên vẹn không ai bị chết hay bị thương. Tôn Quyền rất mừng, cấp cho ông thêm 2000 binh sĩ.
Tam Quốc diễn nghĩa có thơ khen Cam Ninh rằng:
"Vang lừng tiếng trống trước Tào dinh
Sát khí ầm ầm giặc thất kinh
Trăm kỵ tung hoành ai địch nổi?
Anh hùng đồn đậy tiếng Cam Ninh".
Cam Ninh yêu sĩ tốt, quân dưới quyền ông toàn người khỏe mạnh. Năm 215, Tôn Quyền đi đánh Hợp Phì, quân Ngô bị bệnh dịch hoành hành, nhiều người không thể chiến đấu. Chỉ còn Cam Ninh cùng Tưởng Khâm, Lã Mông, Lăng Thống và hơn 1000 quân khỏe mạnh bảo vệ Tôn Quyền. Tướng Tào là Trương Liêu bèn mang quân đánh úp. Cam Ninh và Lăng Thống liều chết bảo vệ được Tôn Quyền.
Cam Ninh khi theo Hoàng Tổ đã bắn chết Lăng Tháo cha của Lăng Thống. Do đó Lăng Thống rất thù ông. Tôn Quyền bèn sai ông mang quân ra đóng ở Bán châu. Sau này không rõ Cam Ninh mất năm nào. Tôn Quyền vô cùng thương tiếc ông.

## Trong Tam Quốc diễn nghĩa
Chân dung Cam Ninh La Quán Trung mô tả trong tiểu thuyết Tam Quốc diễn nghĩa là viên tướng dũng mãnh và nghĩa hiệp. Trong tác phẩm, ông đã giải được mối thù với Lăng Thống bằng cách cứu Thống thoát chết một lần, do đó hai người hòa giải.
Cái chết của Cam Ninh được Tam Quốc diễn nghĩa kể trong trận Di Lăng năm 222. Ông bị tướng người Phiên dưới quyền Lưu Bị là Sa Ma Kha giết tại trận khi đang mang bệnh. Sau khi ông chết, một đàn quạ bay đến đậu phủ kín thi thể ông.